# Бейтар (футбольный клуб, Тель-Авив)
«Бейтар» (ивр.: מועדון כדורגל בית"ר תל אביב) — бывший израильский футбольный клуб, базировавшийся в Блумфилде, Тель-Авив. В 2000 году он объединился с «Шимшон» Тель-Авив, создав «Бейтар Шимшон» Тель-Авив.

## История
Клуб был основан как молодёжный, но вскоре начал соревноваться во взрослой лиге. Их первый настоящий успех пришел в 1940 году, когда они выиграли финал Кубка, победив «Маккаби» (Тель-Авив) со счётом 3:1 в финале. Два года спустя они выиграли кубок снова у «Маккаби» (Хайфа) (12:1).
Клуб снова пробился в финал в 1947 году, соперником был «Маккаби» Тель-Авив, но матч был остановлен при счете 3:2, и «Маккаби» получил техническую победу.
«Бейтар» Тель-Авив был одним из клубов-учредителей израильской лиги в 1949 году, заняв шестое место из 13 в 1949—50 сезоне. Несмотря на то, что клуб занял второе место снизу в 1953—54 годах, клуб избежал вылета, так как высший дивизион был расширен до 14 команд. В следующем сезоне они заняли 5-е место, с Нисимом Эльмалией, лучшим бомбардиром дивизиона, который забил 30 голов. Несмотря на только 7-е место из 12 в 1955—56 годах, в составе «Бейтара» два игрока получили звание лучших бомбардиров: Авраам Леви и Майкл Михайловский с 16 голами у каждого.
В 1960—61 годах клуб закончил сезон в нижней части турнирной таблицы и был переведён в Лигу Алеф. Они оставались во втором дивизионе до 1964 года, когда они были повышены в классе как чемпионы. После окончания чемпионата в 1964—65 годах на расстоянии одной позиции от зоны вылета, Бейтар был понижен в классе вновь после окончания чемпионата на дне турнирной таблицы год спустя. Однако, они вернулись в 1969 году как победители Лиги Алеф.
Клуб добрался до финала Кубка страны в четвёртый раз в 1977 году, но проиграл со счётом 1:0 «Маккаби» Тель-Авив.
После нескольких лет в середине таблицы, в начале 1980-х годов клуб скакал по таблице, как йо-йо. Понизившись в 1980 году, клуб был повышен в 1981 году, но вылетел на следующий же сезон, а затем вернулся в 1983 году. Через два года клуб вылетел ещё раз, прежде чем окончательно закрепиться в высшем дивизионе.
1988—89 сезон был ещё лучшим для клуба в высшем дивизионе (4-е место), этот результат был улучшен двумя годами позже, когда было достигнуто третье место.
1992—93 сезон принёс очередной вылет, а следующий — немедленное возвращение. Вылет в 1995—96 годах был для них окончательным. В конце сезона 1998—99 они были переведены в третий дивизион. В конце сезона 1999—2000 клуб объединили с другими клубом из Лиги Артзит — «Шимшон» Тель-Авив. Новый клуб получил название «Бейтар Тель-Авив Рамла».
В настоящее время клуб представляет также город Рамле и выступает в Лиге Леумит.